# Воловенко, Евгений Владимирович
Евге́ний Влади́мирович Волове́нко (род. 4 апреля 1972, Калининград, РСФСР, СССР) — российский киноактёр.

## Биография
Евгений Воловенко родился 4 апреля 1972 года в Калининграде. Отец работал на рыболовецком траулере, мать в санэпидстанции. Старший брат Владимир погиб в 1990-е годы. После школы поступил в военно-морское училище, учебу в котором оставил на третьем курсе. Евгений окончил строительный институт, профессионального актёрского образования не имеет. Случайно оказавшись в Москве, работал в качестве модели. Всего снялся в более двухстаx рекламных роликах.
Дебют Евгения в кино состоялся в 2004 году — в эпизодической роли курьера в фильме «32 декабря».
Первую главную роль — роль Бориса, Евгений сыграл в 2006 году в многосерийном фильме «Женские истории». В настоящее время в фильмографии Евгения насчитывается более 70 фильмов и телесериалов.
Наибольшую популярность Евгению Воловенко принесла роль следователя военной прокуратуры, военного юриста Ивана Рокотова в военной саге «По законам военного времени».
В 2018 году актёр номинирован на премию на ТЭФИ в категории «Лучший актёр телевизионного фильма/сериала» (вечерний прайм) за роль во 2-м сезоне телесериала «По законам военного времени».
В конце ноября 2020 года режиссёром Сергеем Виноградовым завершились съёмки пятого юбилейного сезона проекта, проходившие на родине Евгения — в городе Калининграде. 26 апреля 2021 года на Первом канале состоялась премьера четвертого, 2 мая 2022 года  — пятого сезона фильма «По законам военного времени».
15 апреля 2021 года на канале Россия-1 вышла в эфир программа Судьба человека с Борисом Корчевниковым, главным героем которой стал Евгений Воловенко.[значимость факта?]

## Семья
Жена — украинская актриса Диана Розовлян (род. 1990). В браке с 2012 года. Пара воспитывает дочь Эмилию. У Евгения есть старшая дочь Анастасия и сын Мирослав.

## Творчество

### Фильмография
- 2004 — 32 декабря — курьер
- 2004—2013 — Кулагин и партнёры
- 2005 — Аэропорт — мошенник
- 2006 — Жара — бывший парень главной героини
- 2006 — Женские истории (серия 19-я «Увидеть тебя») — Борис
- 2006 — Угон (серия 3-я «Сердце на заказ») — тренер по плаванию Игорь Николаевич Азаров
- 2007 — Медвежья охота — сотрудник КГБ
- 2007 — Сваха (серия 18-я «Трикси») — ветеринар Андрей
- 2007 — Солдаты-12 — участковый
- 2007—2013 — След (серия 590-я «Паразиты») — нач. управления по работе с физ.лицами Антон Шелковников
- 2007—2013 — След (серия 445-я «Эффект Андрея Чикатило») — стоматолог Евгений Авторов,
- 2007—2013 — След (серия 360-361-я «Десятая охота») — «охотник» Борис Хавалов,
- 2007—2013 — След (серия 246-я «Пятикопеечное дело») — гастарбайтер Владимир Сидоров,
- 2007—2013 — След (серия 99-я «Смерть на дороге») — больной художник
- 2008 — Преступление будет раскрыто (серия 7-я «Кожаная маска») — Владимир Царев
- 2008—2012 — Обручальное кольцо — Сергей Юрьевич Бадарин, журналист
- 2009 — Из жизни капитана Черняева (фильм 3-й, серия 9-я «На кону жизнь») — Лёва Кислов
- 2009 — Паутина-3 (фильм 2-й, серии 5-6-я «Кукушкины дети») — Павел Голубов
- 2009 — Папины дочки (серия 166-я) — клиент агентства
- 2010 — Адвокат-7 (фильм 19-й «В поисках эмоций») — Вячеслав Ворошилов
- 2010 — Десять зим — Игорь
- 2010 — Джокер — Фёдор
- 2010 — Любовь и прочие глупости (серия 33-я «Алкоголик поневоле») — Владимир Николаевич Шершунов
- 2010 — Основная версия (серия 5-я «Записки от поклонников») — актёр Градов
- 2010 — Улики — Андрей Жуков
- 2010—2011 — Маруся (3-й сезон) — Аркадий Михайлович Чикачев
- 2011 — Дикий-2 (серия 10-я «Тройная бухгалтерия») — капитан
- 2011 — Дневник доктора Зайцевой — Юрий Самовалов
- 2011 — Карамель — Эдуард
- 2011 — Купидон — Максим Толмачев
- 2011 — Лектор — Олег Васильев
- 2011 — Мужчина во мне — Дмитрий
- 2011 — Отражение — Егор Козырев
- 2011 — Профиль убийцы (фильм 5-й, серия 10-я «Детская площадка») — Константин Ревда
- 2011 — Спасти мужа — Куклин
- 2011 — Терминал — курьер
- 2011 — Только ты — Крон
- 2011 — Уральская кружевница — Бертран
- 2011 — Без следа — Тимур Ворошилов
- 2012 — Джамайка — Роман
- 2012 — Предчувствие — киллер
- 2012 — Здрасьте, приехали! — администратор кафе «У Виталика»
- 2012—2013 — Не плачь по мне, Аргентина — художник Илья
- 2013 — Деффчонки — олигарх Олег
- 2013 — Ангел или демон — Константин
- 2013 — Людмила — доктор Константиновский
- 2013 — Нахалка — Максим Титов
- 2013 — Партия для чемпионки — Станислав Ростовцев
- 2013 — Поцелуй! — Максим Леонидович Нечаев (телеканал «Украина»)
- 2013 — Пятая стража (1-й сезон «Плоть и кровь», серия 18-я «Игра») — Валерий Александрович
- 2014 — Дело Батагами — Василий Панков
- 2014 — Кровь с молоком — Кирилл
- 2014 — Мертвое сердце — Артём Васильев
- 2014 — Подозрение — Юрий Иванов
- 2014 — Чужая жизнь — Юрий Нестеров
- 2014 — Matryoshka («Матрешка», короткометражный фильм) — загадочный водитель
- 2014 — Временщик (серии 1-2-я «Переворот») — Григорий Орлов
- 2015 — Лондонград. Знай наших! — Андрей Карпачев
- 2015 — Не пара — Плахов
- 2015 — По законам военного времени[16][17] — Иван Рокотов
- 2015 — Средство от разлуки — Владислав Паршин
- 2016 — Первокурсница — Андрей
- 2016 — Свой чужой сын — Вадим Корабельник
- 2016 — Тренер («Без оглядки») — Антон Белов
- 2016 — Тройная защита — Борис «Боб» Шульга
- 2016—2017 — Провокатор — Сергей Анатольевич
- 2017 — Держи меня за руку — Николай
- 2017 — Искушение — Дмитрий Ханжонков
- 2017 — Искушение-2 — Дмитрий Ханжонков
- 2017 — Любовь по-японски — Игорь
- 2017 — Тихие люди — Сергей Одинцов
- 2017 — Кроткая[18] — фотограф Андрей Петрович, короткометражный фильм
- 2018 — По законам военного времени-2[19] — Иван Рокотов
- 2018 — Версия (серия 39-я «Чужой билет») — Максим Капралов
- 2018 — Роковое SMS — Андрей
- 2019 — По законам военного времени-3 — Иван Рокотов
- 2019 — Тайна последней главы — Олег Кочетов
- 2019 — Вне игры-2 — Алексей Васильевич, президент ФК «Локомотив» (Москва)
- 2019—2020 — Красная луна — Црвени месец[20] — Александр Александрович Красильников
- 2020 — По законам военного времени. Победа! — Иван Рокотов
- 2020 — Слабое звено — Виктор
- 2020 — Чужие дети — Борис
- 2021 — По законам военного времени. Мятеж — Иван Рокотов
- 2023 — Лихорадка — Иван Матецкий

### Телевидение
Участие в новогоднем музыкальном фильме «Первый скорый», вышедшем в эфир на «Первом канале» в ночь с 31 декабря 2005 года на 1 января 2006 года (клип на песню «Будь со мной» в исполнении Анжелики Варум)

### В клипах
Принимал участие в съёмках видеоклипов ряда российских поп- и рок-музыкантов:
- Алены Свиридовой («Всё, потому что ты»),
- Найка Борзова («Свежая кровь»),
- Игоря Крутого («Печальный ангел»),
- Аниты Цой («Одному тебе»),
- групп «А’Студио» («Ты»),
- «Каспий» («Расстояния»)
- и других.